# Александар Флакер
Александар Флакер (Бјалисток, Пољска, 24. јул 1924 — Загреб, Хрватска, 25. октобар 2010) био је аутор значајних стручних и научних радова из подручја руске и хрватске књижевности, упоредне књижевности и теорије књижевности.
У Загреб, где се школовао, долази 1931. године. Матурирао је у Сењу. Дипломирао је на Загребачком универзитету славистику 1949. године.Доктором науке постаје 1954. одбраном дисертације „Праваштво и руска књижевност“.Провео је годину дана на специјализацији на Московском државном универзитету 1956/1957. Био је редовни професор руске књижевности на Одсеку за језике и књижевности Филозофског факултета у Загребу. Предавао је као гост-професор на многим европским универзитетима(Амстердам, Фрајбург, Констанц, Минхен, Беч, Грац), a 1973. и на универзитету Јејл у Њу Хејвену, (САД). Био је члан уредништва утицајног часописа „Умјетност ријечи“ од његовог оснивања 1957.
Најважнија проблемско-тематска поља којима се Флакер бавио јесу руска и хрватска књижевност, компаратистика, авангардна књижевност и култура, интермедијалне и интеркултуралне студије.
Од 1991. године је био редован члан ХАЗУ.Почасни члан Мађарске академије знаности и дописни члан Словеначке академије знаности и умјетности од 1987. године.

## Награде
Награда Владимир Назор за животно дело 1984. године.

## Књиге и студије
- Руски класици XX стољећа (1965),
- Књижевне поредбе (1968),
- Стилске формације,
- Херетици и сањари,
- Књижевне ведуте
- Појмовник руске авангарде (у сарадњи са Дубравком Угрешић),
- Стилови и раздобља (у сарадњи са Зденком Шкребом) (1964).